# Conradgebirge
Conradgebirge är ett berg i Antarktis. Det ligger i Östantarktis. Norge gör anspråk på området. Toppen på Conradgebirge är 1 832 meter över havet.
Terrängen runt Conradgebirge är varierad. Trakten är obefolkad. Det finns inga samhällen i närheten. 